# Simone Bilesová
Simone Arianne Bilesová (nepřechýleně Biles, * 14. března 1997 Columbus, Ohio), je americká sportovní gymnastka. Drobná Afroameričanka je jednou z nejlepších gymnastek historie, jakožto sedminásobná olympijská vítězka a čtrnáctinásobná mistryně světa (včetně pěti zlatých medailí z víceboje).
V únoru 2017 převzala jako první gymnastka cenu Laureus, označovanou za sportovního Oscara, pro nejlepší sportovkyni roku 2016. Následovně vítězství v anketě přidala i za roky 2018, 2019 a 2024. Získala rovněž přezdívku G.O.A.T., z anglického „Greatest Of All Time“ („Nejlepší v historii“); „goat“ je v angličtině i koza, proto má na trikotu obrázek kozy.

## Život a sportovní dráha
Matka Simone Bilesové se nebyla schopna o své děti starat kvůli závislosti na drogách a alkoholu. Úřady ji proto s mladší sestrou Adrií svěřily do náhradní péče s následnou adopcí jejich prarodiči.
V gymnastice, které se věnuje od osmi let, získala rekordních pětadvacet medailí z mistrovství světa, z toho 19 zlatých. V individuálním víceboji se stala pětkrát mistryní světa a sedmkrát mistryní USA. Na Letních olympijských hrách 2016 v Riu de Janeiru vyrovnala čtyřmi zlatými kovy z jediných her rekordní výkony Věry Čáslavské a Larisy Latyninové.
V roce 2018 oznámila, že byla pohlavně zneužívána reprezentačním lékařem Larrym Nassarem. Vyšetřování skandálu se projevilo na psychice Bilesové. Na Letní olympijské hry 2020 přijela jako hlavní favoritka, ale po získání stříbrné medaile v soutěži družstev a bronzu na kladině ze soutěží odstoupila. Oznámila, že nemůže cvičit, protože v důsledku stresu trpí problémem zvaným „twisties“, kdy při přemetech ztrácí orientaci v prostoru. Případ Bilesové vyvolal diskusi o vlivu vrcholového sportu na duševní zdraví a časopis Time ji uvedl na svém seznamu stovky nejvlivnějších osobností roku.
Vydala autobiografickou knihu Courage to Soar: A Body in Motion, A Life in Balance. Spolu se svou adoptivní matkou provozuje gymnastickou akademii World Champions Centre v texaském městě Spring. V roce 2022 byla Simone Bilesové udělena Prezidentská medaile svobody.
Provdala se za hráče amerického fotbalu Jonathana Owense. Jejími trenéry jsou manželé Cecile a Laurant Landiovi. 